# Odete
Odete (dystrybuowany w niektórych krajach pod ang. tytułem Two Drifters) – portugalski film fabularny (dramat psychologiczny) z 2005 roku, napisany i wyreżyserowany przez João Pedro Rodriguesa, z Aną Cristiną de Oliveirą i Nuno Gilem obsadzonymi w rolach głównych.
Obraz po raz pierwszy prezentowany był w trakcie 58. Międzynarodowego Festiwalu Filmowego w Cannes w maju 2005; jury nagrodziło wówczas projekt laurem-specjalnym wyróżnieniem. Film wyróżniony został szeregiem innych prestiżowych nagród i nominacji.

## Opis fabuły
Para gejów, Rui i Pedro, obchodzą rocznicę swojego związku. Wieczorem Pedro ginie w wypadku samochodowym, wracając do domu. Parę dni później odbywa się pogrzeb. Zjawia się na nim sąsiadka Pedro, pracownica supermarketu Odete, która właśnie zakończyła związek z Alberto, gdyż ten nie chciał dać jej dziecka. Poważnie zaburzona psychicznie Odete zakochuje się w zmarłym Pedro, mimo iż nigdy nie poznała go osobiście. Tytułowa bohaterka zaczyna regularnie odwiedzać grób chłopaka, a jego matce obwieszcza, że jest z nim w ciąży. Tymczasem Rui przechodzi załamanie nerwowe.

## Obsada
- Ana Cristina de Oliveira − Odete Ramos
- Nuno Gil − Rui
- João Carreira − Pedro Miguel Fernandes
- Teresa Madruga − Teresa
- Carloto Cotta − Alberto
- Filipa Gordo − koleżanka Odete z supermarketu
- Eric Santos − Álvaro Costa
- Carlos Pimenta − André
- João Carlos Arruda − Tó
- Maria João Falcão − Marisa
- Francisco Peres − ksiądz
- Beatriz Torcato − doktor
- Cláudia Faria − klientka w ciąży

## Wydanie filmu
Odete swoją światową premierę odnotował podczas 58. Międzynarodowego Festiwalu Filmowego w Cannes 18 maja 2005. Podczas festiwalu film uzyskał specjalne wyróżnienie. We Francji także miesiąc później, w trakcie Cabourg Film Festival, odbyła się druga projekcja filmu przed widownią i jury. Do końca 2005 film wyświetlany był na festiwalach dookoła świata, a 29 grudnia 2005 spotkał się z dystrybucją kinową w rodzimej Portugalii. 11 stycznia 2006 Odete trafił do kin we Francji.
W niektórych krajach świata, jak w Stanach Zjednoczonych, film prezentowany był pod tytułem Two Drifters. W USA czerwcem 2006 film miał swoją premierę w kinach Nowego Jorku, a w sierpniu − w Los Angeles. Dystrybutorem był Strand Releasing.
Obrazu nie opublikowano na terenie Polski, lecz dnia 21 maja 2011 był on prezentowany podczas organizowanego przez Polską Ambasadę Portugalii i Centrum Sztuki Współczesnej Zamek Ujazdowski kameralnego przeglądu filmowego "Po drugiej stronie iluzji" w Warszawie.

### Festiwale filmowe
Film zaprezentowano podczas następujących festiwali filmowych:
- 2005: Francja − Międzynarodowy Festiwal Filmowy w Cannes
- 2005: Francja − Cabourg Film Festival
- 2005: Brazylia − Rio de Janeiro International Film Festival
- 2005: Francja − Paris Gay and Lesbian Film Festival
- 2005: Hongkong − Hong Kong Lesbian and Gay Film Festival
- 2005: Francja − Belfort Entrevues Film Festival
- 2005: Kolumbia − Bogota Film Festival
- 2005: Słowacja − Bratislava International Film Festival
- 2006: Portugalia − Coimbra Caminhos do Cinema Português
- 2006: Argentyna − Mar del Plata Film Festival
- 2006: Szwajcaria − Locarno Film Festival
- 2006: Włochy − Milan International Lesbian and Gay Film Festival
- 2007: Hiszpania − Mostra Internacional de Cinema Gay i Lèsbic de Barcelona
- 2008: Estonia − Portuguese Film Week

## Opinie
Film Rodriguesa uzyskał pozytywne recenzje krytyków.
Według Nathana Lee, krytyka współpracującego z The New York Times, Odete to film "ani sentymentalny, ani okrutny, lecz poruszający i stanowczy, obraz podtrzymujący ton głębokiej ambiwalencji, od początku aż do ostatniej sceny". Drew Tillman (The Village Voice) nazwał finalną scenę filmu znakomitą, Ed Gonzalez (Slant Magazine) uznał całość za dzieło głębokie, emocjonale i mistyczne. Jeffrey M. Anderson z witryny combustiblecelluloid.com wystawił filmowi ocenę w postaci .

## Nagrody i wyróżnienia
- 2005, Cannes Film Festival:
  - Cinémas de Recherche − Specjalne Wyróżnienie (nagrodzony: João Pedro Rodrigues)
- 2005, Bogota Film Festival:
  - nagroda Bronze Precolumbian Circle (João Pedro Rodrigues)
  - nominacja do nagrody Golden Precolumbian Circle w kategorii najlepszy film (João Pedro Rodrigues)
- 2005, Bratislava International Film Festival:
  - nominacja do nagrody Grand Prix (João Pedro Rodrigues)
- 2005, Belfort Entrevues Film Festival:
  - nagroda w kategorii najlepsze aktorstwo (Ana Cristina de Oliveira)
- 2006, Golden Globes, Portugal:
  - nominacja do nagrody Golden Globe w kategorii najlepszy film (João Pedro Rodrigues)
  - nominacja do nagrody Golden Globe w kategorii najlepsza aktorka (Ana Cristina de Oliveira)
- 2006, Milan International Lesbian and Gay Film Festival:
  - nagroda dla najlepszego filmu (specjalne wyróżnienie; João Pedro Rodrigues)
- 2006, Coimbra Caminhos do Cinema Português:
  - nagroda filmowa − specjalne wyróżnienie (João Pedro Rodrigues)

## Informacje dodatkowe
- Zdjęcia do filmu powstawały w Lizbonie.